# Browar Gambrinus
Browar Gambrinus – browar założony w Będzinie, w 1879 r. przez rodzinę Sercarzy.
Browar ten założony został w 1879 r. na prawym brzegu rzeki Czarnej Przemszy, u podnóża Góry Zamkowej (nieco później powstał będziński browar "Korona"). W literaturze jako datę założenia spotyka się również rok 1874, jednak na planie Będzina z 1877 r. brak jest adnotacji o jego istnieniu, mimo zaznaczenia kilku mniej istotnych elementów zabudowy miejskiej. Od początku swego istnienia należał do żydowskiej rodziny Sercarzy. Jako właściciel figurował Dawid Sercarz (1839-1924), natomiast jego synowie Izydor (1867-1930) i Maurycy (1881-1943) zajmowali odpowiednio stanowiska kierownika technicznego i handlowego.
Browar Gambrinus, podobnie jak browar Korona, od samego początku swego istnienia był zakładem o znacznej produkcji wykraczającej poza lokalne rynki zbytu. Świadczą o tym wielkość produkcji i asortyment produkowanych piw (Lagrowe, Pilzeńskie, Salwator, Kulmbachskie), a jakości dowodzą medale: srebrny – Paryż 1904 r. oraz złoty – Liège 1905. Pierwszym znakiem firmowym były stylizowane litery D i S w kole (analogia z browarem Korona). W 1911 r. powołano towarzystwo akcyjne o kapitale 200 000 rubli (roczny obrót browaru wynosił ok. 200 000 rubli) i od tej pory nazwa zakładu brzmiała: Browar "Gambrinus" T.A. w Będzinie. Zarząd stanowili Dawid, Izydor i Maurycy Sercarzowie. Browar produkował wówczas ok. 150 tys. wiader piwa, zatrudniał 40 robotników i posiadał składy firmowe w Radomsku, Częstochowie, Zawierciu i Olkuszu.
W latach 30. browar nadal należał do znaczniejszych w kraju (produkcja ok. 25 tys. hl rocznie (składy w Siemianowicach, Żywcu, Bielsku, Częstochowie, Dziedzicach, Katowicach, Kielcach, Krakowie, Królewskiej Hucie, Lipinach, Lublińcu, Łodygowicach, Olkuszu, Rybniku, Skale, Tarnowskich Górach, Zawierciu i Wolbromiu), a swego rodzaju wizytówką zakładu były piwa jasne i ciemne o ekstraktywności 18%. Mimo swej pozycji browar nie posiadał w tym okresie jednolitego znaku firmowego, tym niemniej dbano o wizerunek zakładu wydając materiały reklamowe w postaci: szkła firmowego, podstawek pod kufle (tzw. Wafle), tablic reklamowych.
Okres wojny zakład przeszedł bez znaczniejszych zniszczeń, zmieniono natomiast nazwę na Brauerei Gambrinus A.G. in Bendzin.
Od 1945 do 1971 r. (tj. do jego likwidacji) wchodził w skład tych samych przedsiębiorstw co browary Zamkowy i Sosnowiec. W latach 50. XX w. duże partie piwa z Państwowego Browaru Gambrinus w Będzinie wysyłano do odbudowującej się Warszawy. W 1951 r. pojawił się nowy znak firmowy, którym aż do likwidacji były trzy liście z szyszką chmielową. Od 1951 do 1967 r. browar był siedzibą Będzińskich Zakładów Piwowarsko-Słodowniczych. W całym okresie powojennym browar produkował trzy gatunki piwa – dwa jasne o ekstraktywności 9° i 12° oraz ciemne o ekstraktywności 11°. W latach 60. XX w. asortyment ograniczał się do piwa jasnego 12°. Rynek zbytu w okresie powojennym obejmował obszar dzisiejszych powiatów: będzińskiego, olkuskiego, tarnogórskiego i zawierciańskiego.
Browar zaprzestał produkcji w 1971 r., a jego zabudowania zostały wyburzone w 1973 r. Spowodowane to było rozbudową browaru w Tychach (pod który zakład będziński wówczas należał), wyeksploatowaniem urządzeń browarniczych oraz faktem, iż przystąpiono również do przebudowy centrum Będzina w celu usprawnienia dojazdu do budowanej Huty "Katowice". Miasto straciło wówczas częściowo swój zabytkowy charakter, gdyż nową drogę poprowadzono przez będziński rynek (wyburzono dwie pierzeje oraz m.in. dzielnicę Zawodzie, w tym i browar Gambrinus), na którego miejscu obecnie znajduje się główne skrzyżowanie tzw. "nerka". Po browarze został jedynie ślad w postaci nazwy ulicy Browarnej.